# Ataque às missões diplomáticas sauditas no Irã em 2016

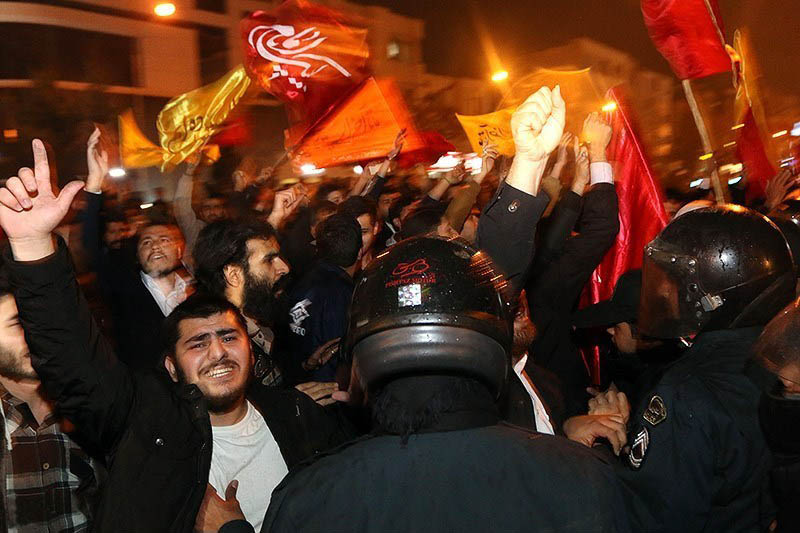
Protesto em Mashhad em frente ao consulado da Arábia Saudita (3 de janeiro de 2016)

O ataque às missões diplomáticas sauditas no Irã ocorreu em 2 de janeiro de 2016 por uma multidão de manifestantes iranianos, em protesto contra a execução do clérigo xiita Nimr Baqr al-Nimr na Arábia Saudita no mesmo dia, invadiram a embaixada em Teerã e outro consulado diplomático saudita em Mashhad, saqueando os locais. O prédio da embaixada foi incendiado com coquetéis Molotov. Diplomatas sauditas receberam ameaças de morte da organização Basij antes de partir para a Arábia Saudita. Durante os ataques, a polícia chegou e dispersou manifestantes das instalações da embaixada e extinguiu o incêndio. 
Os ataques foram posteriormente condenados pelo Líder Supremo do Irã Ali Khamenei e pelo presidente iraniano, Hassan Rouhani.  Em 24 de janeiro, Gholam-Hossein Mohseni-Eje'i anunciou que cerca de 100 pessoas envolvidas no ataque estavam sob custódia pelas autoridades. 
Em resposta, a Arábia Saudita rompeu relações com o Irã, assim como Bahrein, Sudão, Kuwait, Djibouti e Somália.. Por seu lado, os Emirados Árabes Unidos cortaram relações diplomáticas com o Irã. A Jordânia, o Qatar e a Turquia convocaram os embaixadores iranianos em protesto contra os ataques.